# 100 mejores películas del cine ucraniano

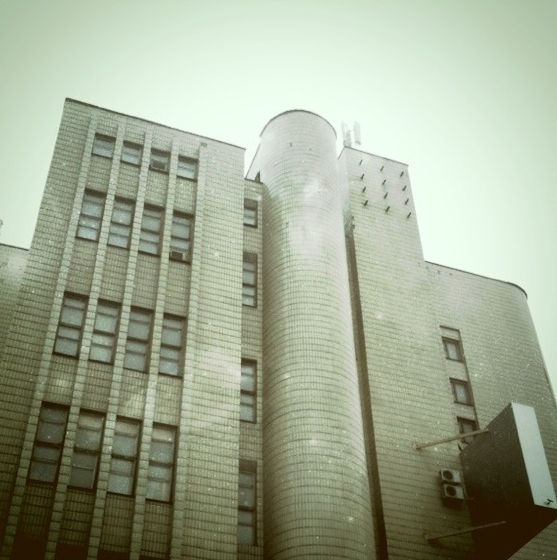
Edificio del Centro Nacional de Cine Oleksandr Dovzhenko, Kiev, Ucrania.

Las 100 mejores películas en la historia del cine ucraniano es una lista de 1-100 que se le da a las mejores películas del cine ucraniano. Las películas fueron seleccionadas en junio de 2021 por el Centro Nacional de Cine Oleksandr Dovzhenko de Kiev (Ucrania), a través de una encuesta tomada por representantes de la comunidad cinematográfica nacional e internacional.

## Lista
1. La sombra de nuestros antepasados olvidados (1965), dir. Serguéi Paradzhánov
2. Tierra (1930), dir. Aleksandr Dovzhenko
3. El hombre de la cámara (1929), dir. Dziga Vértov
4. La tribu (2014), dir. Myroslav Slaboshpytskyi
5. La cruz de piedra (1968), dir. Leonid Osyka
6. El síndrome asténico (1989), dir. Kira Murátova
7. Flights in Dreams and Reality (1983), dir. Román Balayán
8. El pájaro blanco marcado de negro (1971), dir. Yuri Ilyenko
9. La larga despedida (1971), dir. Kira Murátova
10. Babylon XX (1979), dir. Ivan Mykolaichuk
11. Atlantis (2019), dir. Valentyn Vasyanovych
12. La carta perdida (1972), dir. Boris Ivchenko
13. encuentros breves (1967), dir. Kira Murátova
14. Donbass (2018), dir. Serguéi Loznitsa
15. En primavera (1929), dir. Mikhail Kaufman
16. Solo los "hombres viejos" van a la guerra (1973), dir. Leonid Bykov
17. Chasing Two Hares (1961), dir. Viktor Ivanov
18. Las aventuras de capitan Wrongel (1976-1979), dir. David Cherkassky
19. Zvenigora (1928), dir. Aleksandr Dovzhenko
20. Mis pensamientos son silenciosos (2019), dir. Antonio Lukich
21. Bueno para los sedientos (1965), dir. Yuri Ilyenko
22. Mi alegria (2010), dir. Serguéi Loznitsa
23. Varta1, Львів, Україна (2015), dir. Yuriy Hritsyna
24. Sovist (1968), dir. Volodymyr Denysenko
25. Khlib (1929), dir. Nikolái Shpikovsky
26. A Severe Young Man (1935), dir. Abram Room
27. Arsenal (1929), dir. Aleksandr Dovzhenko
28. Entusiasmo (1931), dir. Dziga Vértov
29. Arcoiris (1944), dir. Mark Donskoy
30. Prometheus (1936), dir. Ivan Kavaleridze
31. Autobusqueda (1929), dir. Nikolái Shpikovsky
32. Yo y los demas (1971), dir. Felix Sobolev
33. The Eve of Ivan Kupala (1968), dir. Yuri Ilyenko
34. La tierra es azul como una naranja (2020), dir. Iryna Tsílyk
35. Maidán (2014), dir. Serguéi Loznitsa
36. Un orador de  Hetman Mazepa (2001), dir. Yuri Ilyenko
37. Crepusculo (2014), dir. Valentyn Vasyanovych
38. Volcano (2018), dir. Roman Bondarchuk
39. Eneida (1991), dir. Volodymyr Dakhno
40. Deletrea tu nombre (2006), dir. Serhii Bukovskyi
41. Te amo (1936), dir. Leonid Lukov
42. Romance en tiempos de guerra (1983), dir. Piotr Todorovski
43. Bumbarash (1971), dir. Abram Naroditsky y Nikolai Rasheyev
44. El fuego viviente (2015), dir. Ostap Kostyuk
45. Primavera en la calle Zaréchnaya (1956), dir. Feliks Mironer and Marlén Jutsíev
46. Pervii Etage (1990), dir. Igor Minayev
47. Koliivshchyna (1933), dir. Iván Kavaleridze
48. Dos dias (2011), dir. Avdotya Smirnova
49. Chernobyl - Crónica de unas difíciles semanas (1986), dir. Vladimir Shevchenko
50. La isla del tesoro (1988), dir. David Cherkassky
51. El policia sentimental (1992), dir. Kira Murátova
52. The Tram Was Going, Number Nine (2002), dir. Stepan Koval
53. El que entro en el mar (1965), dir. Leonid Osyka
54. Shamara (1994), dir. Nataliya Andriychenko
55. Such Late, Such Warm Autumn (1981), dir. Ivan Mykokaichuk
56. Alguaciles de Ucrania (2015), dir. Roman Bondarchuk
57. Siete pasos hacia el horizonte (1968), dir. Felix Sobolev
58. Orden de arresto (1926), dir. Georgiy Tasin
59. At Great Cost/The Horse That Cried (1957), dir. Mark Donskoy
60. De regreso (2019), dir. Nariman Aliev
61. La reina de la gasolinera (1963), dir. Olexiy Myshurin and Nikolai Litus
62. El beso (1983), dir. Román Balayán
63. Tres historias (1997), dir. Kira Murátova
64. Interpretación de los sueños (1990), dir. Andrei Zagdansky
65. Un amigo del difunto (1997), dir. Viacheslav Kryshtofovych
66. Out of Boredom (1967), dir. Artur Voytetsky
67. Raspad (1990), dir. Mikhail Belikov
68. Spotted Dog Running at the Edge of the Sea (1991), dir. Karen Gevorkian
69. Wayfarers (2005), dir. Igor Strembitskyy
70. Oxygen Starvation (1991), dir. Andrey Donchik
71. Our Honest Bread (1964), dir. Kira Murátova
72. Adios, Cinefilos (2014), dir. Stanislav Bityutsky
73. Sergei Parajanov. Visit (1994), dir. Anatoly Sirikh
74. The Night Coachman (1928), dir. Georgiy Tasin
75. Mamay (2003), dir. Oles Sanin
76. Camino nevado... (2004), dir. Yevgueni Sivokón
77. Lobo solitario (1978), dir. Román Balayán
78. No Obvious Signs (2018), dir. Alina Górlova
79. Heat Singers (2019), dir. Nadia Parfan
80. The Tuner (2004), dir. Kira Murátova
81. Las tormentas de julio (1989-1991), dir. Viktor Shkurin y Anatoly Karas
82. Cyborgs: Heroes Never Die (2017), dir. Akhtem Seitablayev
83. Gamer (2011), dir. Oleh Sentsov
84. Cossacks (1967-1995)
85. My Father is my Mother's Brother (2017), dir. Vadim Ilkov
86. Acompañamiento (2017), dir. Arkady Nepitalyuk
87. Dandelion Blossoms (1992), dir. Aleksandr Ignatusha
88. Presence Effect (2004), dir. Leonid Pavlovsky
89. V.Silvestrov (2019), dir. Serhii Bukovskyi
90. Declaración de amor (1966), dir. Rollan Sergienko
91. The Unprecedented Campaign (1931), dir. Mikhail Kaufman
92. Carta a America (1999), dir. Kira Murátova
93. Through the Tears (1928), dir. Grigori Gritscher-Tscherikower
94. Recuerdos (1990), dir. Vladimir Saveliev
95. El sueño (1964), dir. Volodymyr Denysenko
96. Más fuerte que los brazos (2017), dir. Volodymyr Tykhy, Yulia Gontaruk, and Roman Lyuby
97. Black Level (2017), dir. Valentýn Vasyanóvych
98. Una criatura amable (2017), dir. Serguéi Loznitsa
99. Biosphere! Time of Awareness (1974), dir. Felix Sobolev
100. Aerograd (1935), dir. Aleksandr Dovzhenko